# Bunnag
I Bunnag (in lingua thai: บุนนาค) sono una famiglia di origini persiane stabilitasi in Siam, l'odierna Thailandia, nei primi anni del XVII secolo. Tra i suoi esponenti vi furono aristocratici che raggiunsero posizioni di primo piano della politica siamese, soprattutto durante i regni dei primi cinque sovrani della dinastia Chakri, nel Regno di Rattanakosin.
Con l'avvento sul trono di Bangkok di Chulalongkorn, il quinto sovrano Chakri detto anche Rama V, la vecchia nobiltà fu emarginata. Il nuovo monarca constatò l'eccessivo potere accumulato da tali aristocratici, che inoltre ostacolavano i suoi piani di riforme, ed accentrò su di sé e sui propri fratelli il potere economico e decisionale. Dopo il 1883, anno di morte del potente membro dei Bunnag e primo ministro Si Suriyawongse, che era stato reggente durante l'adolescenza di Rama V, la famiglia conobbe un rapido declino politico ed economico.

## Storia

### Migrazione dalla Persia e ascesa politica ad Ayutthaya
Gli antenati dei Bunnag, i fratelli Sheik Ahmad e Muhammad Said, predicatori e mercanti di nazionalità persiana, giunsero nel Regno di Ayutthaya nel 1602. Stabilitisi nella capitale Ayutthaya, si dedicarono con successo al commercio e alla diffusione della religione islamica sciita dei duodecimani. Durante il regno di Ekathotsarot (1605-1610), il sovrano espanse i traffici commerciali con l'estero e a tal fine si avvalse della collaborazione di esperti stranieri. Grazie alla propria abilità nei commerci e alla padronanza delle lingue, Sheik Ahmad ottenne l'incarico di curare i rapporti con i mercanti arabi e persiani.
Durante il regno di Songtham divenne direttore del Dipartimento per i commerci con i mercanti indiani, arabi e malesi (Krom tha khwa), carica ai vertici del Ministero delle Finanze (Phrakhlang). Continuò a far carriera alla corte di Re Songtham ed in seguito divenne prima ministro delle Finanze (Phrakhlang) e poi primo ministro (Samuhanaiyok).
Secondo il sito internet del clan Bunnag, Sheik Ahmad avrebbe mantenuto questi incarichi fino al regno di Narai (1656-1688}. Era il periodo in cui emigranti sciiti dalla Persia e dall'India stavano formando ad Ayutthaya una comunità musulmana e Sheik Ahmad divenne il primo Phraya Chula Ratchamontri, con l'incarico di guida spirituale Sheikh ul-Islam di tale comunità per il Siam. Anche Muhammad Said ottenne un incarico alla corte di Re Songtham (1610-1628) e questi rami della famiglia si radicarono definitivamente ad Ayutthaya.

### Consolidamento nel Regno di Ayutthaya
I discendenti di Sheik Ahmad continuarono ad avere ad Ayutthaya importanti incarichi ai vertici della burocrazia statale. Durante l'ultima dinastia di Ayutthaya (1688-1767), la famiglia fu una delle più influenti a livello governativo. Il pronipote di Sheik Ahmad di nome Jai, che fu ministro durante il regno di Boromakot (1733-1758), divenne buddhista e molti altri della famiglia ne seguirono l'esempio. Altri discendenti di Sheik Ahmad rimasero musulmani e, insieme ai discendenti di Muhammad Said, avrebbero continuato a guidare la comunità islamica con il titolo di Phraya Chula Ratchamontri durante i regni di Ayutthaya e di Rattanakosin.
Entrati a pieno titolo nell'aristocrazia siamese, i Bunnag condivisero con una famiglia di origini brahmine il primato per numero di ministri nel periodo di Ayutthaya. La mancanza di fonti scritte di quella parte della storia del regno, andate perdute con la distruzione di Ayutthaya, rende difficile una dettagliata cronologia dei ministri, ma sembra plausibile che membri della famiglia abbiano rivestito diverse volte le cariche di ministro delle Finanze (Phrakhlang), ministro delle Pubbliche Amministrazioni (Mahatthai) e, negli ultimi anni di Ayutthaya, di ministro della Difesa (Kalahom).

### Regno di Rama I
Durante gli ultimi anni del Regno di Ayutthaya, il piccolo Bunnag, discendente di Sheik Ahmad, fu amico d'infanzia di Thong Duang, appartenente ad una ricca famiglia aristocratica di Ayutthaya. Thong Duang divenne governatore della provincia di Ratchaburi e, dopo la distruzione di Ayutthaya per mano dei birmani, fu uno dei più valorosi generali di Taksin che riunificò i siamesi nel Regno di Thonburi. Nel periodo di Thonburi, Bunnag si rifiutò di prestare servizio per Taksin. Nel 1782, dopo che una rivolta aveva detronizzato Taksin, Thong Duang divenne nuovo re del Siam con il nome regale postumo Rama I, fondatore di Bangkok, della dinastia Chakri e del Regno di Rattanakosin. Bunnag entrò subito a far parte della burocrazia statale e rafforzò i legami con Rama I sposando la sorella della moglie del sovrano, donne appartenenti alla famiglia Bang Chang.
Divenne un importante generale dell'Esercito Reale e fu nominato ministro della capitale (Chao phraya Yommarat) nel 1785, dopo un rimpasto di governo. Nello stesso anno, un suo cugino era diventato ministro della Difesa (in thai: สมุหกลาโหม, trascrizione RTGS: Samuha Kalahom) e due anni dopo morì in battaglia. Bunnag divenne il suo successore con lo stesso titolo, Chao phraya Mahasena. L'altro parente Bunma nello stesso periodo ebbe importanti incarichi di governo. Il titolo di Kalahom, che la famiglia aveva detenuto negli ultimi anni di Ayutthaya e aveva ripreso nel 1782, sarebbe rimasto nelle mani dei discendenti di Bunnag fino al 1886, mentre mantennero il titolo di ministro delle Finanze (Phrakhlang) dal 1822 al 1885.
I Bunnag furono favoriti dalle proprie capacità di governo, che avevano comunque in comune con altri clan. La particolarità del loro successo risiede quindi nei legami di amicizia di Bunnag con Thong Duang prima che diventasse sovrano e nella politica dei matrimoni che avrebbero portato avanti. Oltre al fatto che Bunnag e Rama I fossero cognati, molte furono le donne dei Bunnag che divennero concubine dei re Chakri e molte quelle che furono date in moglie ai figli nati da tali relazioni. In virtù delle cariche che ricoprivano, i Bunnag avevano acquisito il controllo del sud e dell'ovest del Paese, delle province che si affacciavano sul Golfo del Siam, dei commerci con l'estero e dell'amministrazione delle imposte riscosse dallo Stato.

### Dit Bunnag

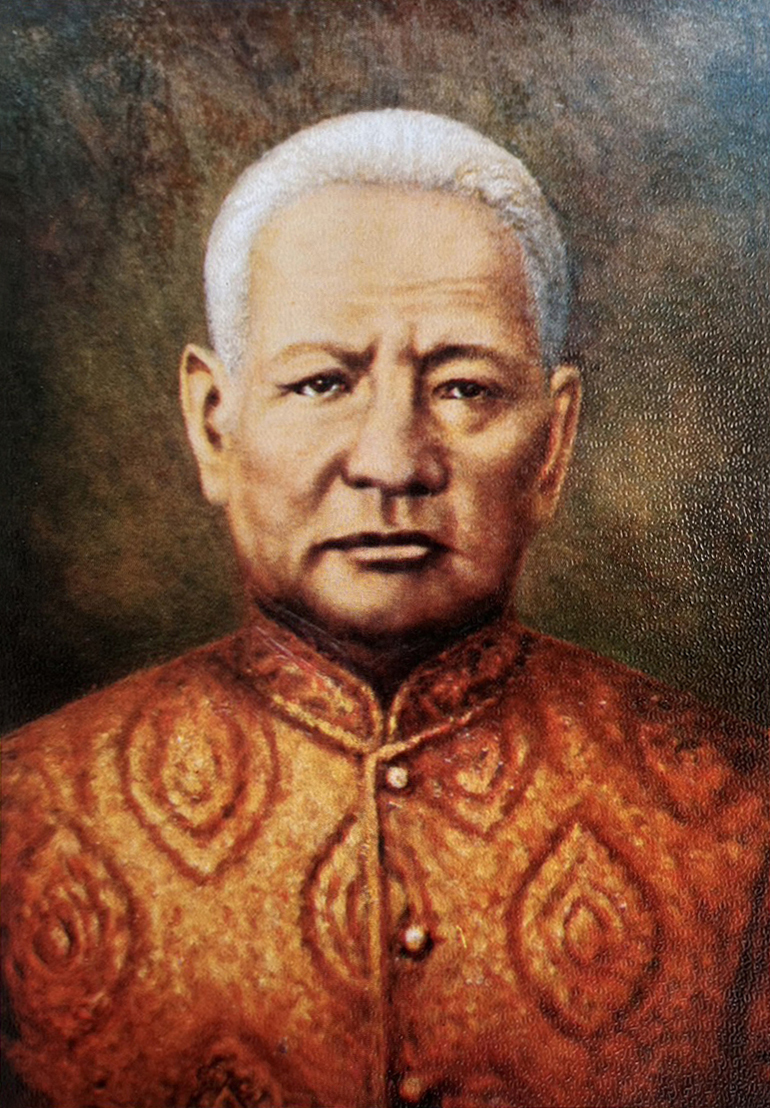
Dit Bunnag, nominato Somdet Chao Phraya Borom Maha Prayurawongse da Re Mongkut

Nel regno di Rama II, successore del padre Rama I, il potere dei Bunnag si rafforzò anche grazie alla regina madre Amarindra, sposa di Rama I e cognata di Bunnag. Ripudiata dal marito durante il regno di Taksin, non divenne regina consorte ma rimase madre dell'erede al trono e divenne regina madre alla morte di Rama I nel 1809. Quello stesso anno morì Bunnag e Bunma divenne Kalahom, l'anno seguente Bunma morì a sua volta. A quel punto l'erede principale del clan era diventato Dit, il ventiduenne figlio di Bunnag e cugino di primo grado del nuovo sovrano. Malgrado l'inesperienza, fu favorito dal fatto che tutti i ministeri di rilievo erano nelle mani di altri membri della famiglia. Nel 1822 Dit fu nominato ministro delle Finanze (Phrakhlang), e subito fu scelto per ricevere la missione di John Crawfurd, rappresentante della Compagnia britannica delle Indie orientali, il quale non riuscì ad ottenere l'abbattimento delle imposte siamesi sui commerci dei britannici né a istituire un consolato a Bangkok. I colloqui distesero comunque i rapporti con i britannici, che si stavano apprestando alla prima guerra anglo-birmana (1823-1826) e intendevano mantenere la pace con i siamesi.
Dit Bunnag si affermò compiutamente durante il regno di Rama III (1824-1851). Nella posizione di Phrakhlang seppe destreggiarsi nelle trattative che portarono nel 1826 alla firma del Trattato Burney, con cui siamesi e britannici si accordarono sulla spartizione dei sultanati malesi di frontiera in funzione anti-birmana. Nel 1830 accettò di diventare Kalakhom ma ottenne di rimanere anche Phrakhlang, unificando i due titoli, un fatto raro che suscitò il risentimento del fratello minore Tat, il quale ambiva a diventare Phrakhlang. Dit e Tat ebbero molti flgli a cui affidarono le cariche principali nei due ministeri e nel prestigioso Corpo dei Paggi reali, dove venivano allevati i figli degli aristocratici. La maggior parte delle loro figlie divennero le mogli o le concubine di membri della famiglia Chakri nel Grande palazzo reale di Bangkok.
Dit si arricchì enormemente negli scambi commerciali con l'estero, nella gestione delle province sotto il suo controllo e nei rapporti con la potente comunità cinese, che doveva rispondere a lui in qualità di ministro delle Finanze. Seppe trarre vantaggio dalle condizioni imposte dal trattato con i britannici del 1826. Fece educare il figlio Chuang secondo criteri occidentali, e questi contribuì alla ricchezza del padre dopo essere diventato un moderno armatore. Dit Bunnag divenne potente al punto tale che nel 1851, alla morte di Rama III, scelse come successore il principe-monaco Mongkut (Rama IV), che nei lunghi anni passati in monastero aveva appreso la lingua inglese ed era diventato un acceso sostenitore dell'ammodernamento del Siam secondo le nuove tecnologie occidentali. Con l'ascesa al trono di Mongkut, i due Bunnag furono nominati reggenti con immensi poteri e con il titolo Somdet Chao Phraya Borom Maha, Dit prese il nome onorifico Prayurawongse mentre Tat divenne Pichaiyat.

### Chuang Bunnag

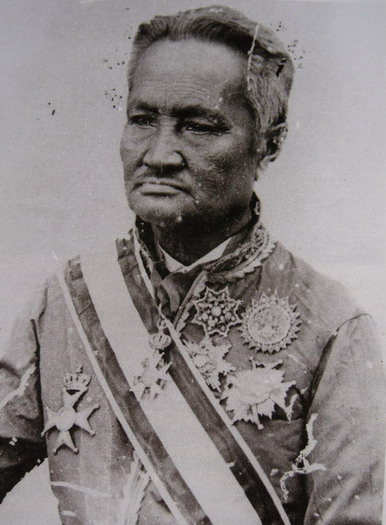
Chuang Bunnag, nominato Chao phraya Si Suriyawongse

Dit e Tat morirono entrambi nel 1855 ed il ruolo di capofamiglia fu preso da Chuang Bunnag, il figlio di Dit, a cui venne conferito il nome onorifico Si Suriyawongse. Con il titolo di Kalahom dominò gli affari siamesi come aveva fatto il padre. Nel 1868, alla morte di Mongkut, fu nominato reggente del nuovo re, il quindicenne Chulalongkorn (Rama V), un incarico che avrebbe ricoperto fino al 1873. Fu per i Bunnag il periodo di maggior potere, con tutti principali ministeri del regno nelle mani della famiglia e con numerosi parenti impiegati a corte e in altre posizioni di primo piano. È stato scritto che nei suoi primi anni di regno, Rama V abbia pensato ad abdicare, frustrato per i controlli a cui era sottoposto dai membri della famiglia Bunnag. Il re dimostrò presto il proprio carisma e le proprie ambizioni nei primi anni di regno dopo la reggenza.

#### Rapido declino e fine dell'egemonia dei Bunnag
Il titolo di Palazzo Davanti, spettante al viceré ed erede al trono, era nelle mani del principe Vichaichan con l'appoggio dei Bunnag. Era questi il primogenito di Pinklao, fratello di re Mongkut ed a sua volta Palazzo Davanti. Al pari del padre, Vichaichan si trovò tra le mani un immenso potere, ma se i rapporti tra Rama IV e Pinklao furono ottimi, quelli tra Rama V e Vichaichan furono sin dall'inizio problematici. Per arginare la dilagante influenza dell'aristocrazia, la prima legge del re prevedeva che le entrate fiscali fossero tutte poste sotto il suo controllo; nel regno di Mongkut un terzo delle entrate era appannaggio del Palazzo Davanti ed il resto era controllato dal monarca e dagli aristocratici.
Un'altra legge che Chulalongkorn promulgò all'inizio del suo regno, prevedeva che il potere legislativo, fino ad allora controllato dal Consiglio di Stato formato da rappresentanti della monarchia e dei nobili, fosse competenza di un nuovo consiglio, i cui rappresentanti sarebbero stati nominati esclusivamente dal re, sul modello del Consiglio privato britannico. Queste leggi incontrarono le ostiltà del Palazzo Davanti e della nobiltà, che si vedevano privati del potere e di immense entrate. La tensione continuò a crescere e nel 1874 si arrivò alla crisi del Palazzo Davanti, che portò alla esautorazione de facto di Vichaichan nel 1875. Tali fatti erano avvenuti con l'intermediazione del console britannico a Bangkok, presso cui Vichaichan si era rifugiato. L'ostilità dell'aristocrazia conservatrice e l'intromissione britannica provocarono un ridimensionamento del re e per circa un decennio il controllo di Rama V sul Paese entrò in crisi. Il Consiglio da lui creato cessò di riunirsi e le riforme furono suo malgrado congelate.
Il regno di Rama IV e la prima parte del regno di Rama V erano stati egemonizzati dai Bunnag, e le altre famiglie dell'aristocrazia siamese all'opposizione erano troppo deboli per contrastare tale potere. La maggior parte dei membri di queste famiglie erano inoltre di princìpi reazionari e non avrebbero appoggiato i programmi di riforme di Rama V. Il giovane sovrano era inoltre intenzionato a restaurare il potere decisionale che alcuni re come Rama II e Rama IV non avevano esercitato, e gradatamente sostituì i ministri del clan Bunnag, malgrado questi fossero da decenni fautori delle riforme, affidando gli incarichi ai propri fratelli. Chuang Bunnag morì nel 1883 e tra il 1882 ed il 1888, sia i Bunnag che i vecchi conservatori sparirono dalla scena politica. L'esperienza dei vecchi ministri fu rimpiazzata con l'efficienza e l'energia dei giovani principi, che al pari di Rama V erano stati educati da Mongkut con sistemi occidentali.
Lo storico David Wyatt sostiene che i Bunnag avessero sempre esercitato il potere in modo leale e negli interessi del Paese, malgrado si fossero arricchiti personalmente. La causa principale che portò alla fine della loro egemonia fu quindi l'eccesso di potere e di ricchezze che avevano accumulato. Tale potere si era rivelato soffocante per un sovrano giovane e di grande personalità come Rama V, che non tollerava intromissioni nei suoi programmi di rinnovamento.

### XX e XXI secolo
Con la perdita dell'enorme potere raggiunto da Dit e Chuang Bunnag e dai parenti a loro contemporanei, i principali rami della famiglia si mantennero comunque tra i più alti ranghi dell'aristocrazia siamese, anche in virtù della consolidata tradizione di dare in spose o come concubine le proprie figlie a membri della casa Chakri. Delle 153 consorti avute da Rama V, 15 provenivano da rami vari dei Bunnag. Il figlio Rama VI ebbe invece 4 mogli, tra le quali Suvadhana, che era discendente dei Bunnag e fu la sola a partorire, dando alla luce una bambina il giorno prima della morte del sovrano. La tradizione ebbe fine con Rama VII, che ebbe solo una moglie e nessun figlio. Nello stesso anno in cui Rama VII abdicò, nel 1935, fu promulgata una legge che proibì la poligamia nel Paese. Il sovrano aveva abdicato dopo essere stato costretto a concedere la monarchia costituzionale con la rivoluzione siamese del 1932, il colpo di Stato militare che pose fine al Regno di Rattanakosin. 

#### Gli ultimiPhraya Chularatchamontridei Bunnag
Tra le cariche che i Bunnag mantennero nei restanti anni del periodo Rattanakosin vi fu quella di Phraya Chularatchamontri, con la quale i membri che ne erano investiti erano consulenti del re per gli affari islamici e sovrintendevano ai commerci con i Paesi musulmani e a quelli interni degli stessi musulmani. I Chularatchamontri dei Bunnag erano rimasti di fede sciita, mentre la stragrande maggioranza degli islamici in Siam erano sunniti. Il trattato con i britannici del 1902 aveva assegnato al Siam i territori del Regno di Pattani, dove vivevano la maggior parte dei sunniti del Paese, nell'odierna Thailandia del Sud. Le continue rivolte di tali sunniti di etnia malese per emanciparsi dal controllo di Bangkok fecero sì che nel 1936, quando morì l'ultimo Chularatchamontri Bunnag, la carica non venisse assegnata.
Nel 1945, con la fine della seconda guerra mondiale in cui il Paese era stato trascinato nel conflitto al fianco dei giapponesi dal dittatore Plaek Phibunsongkhram, per la prima volta il governo fu in mano di civili. Il deposto dittatore aveva avviato un processo di thaificazione dei ribelli sunniti e i nuovi governanti cercarono di venire incontro alle loro esigenze. Tra le iniziative in questo senso vi fu la nomina a Phraya Chularatchamontri di un sunnita, ed anche tutti i suoi successori sarebbero stati scelti tra i sunniti.